# Río El Carmen
El río El Carmen es un curso de agua entre la Región de Atacama y la Región de Coquimbo, Chile, que nace en la confluencia del río del Medio y río Primero en la localidad de Juntas del Medio. Antiguamente fue llamado "río de los Españoles" y Hans Niemeyer lo nombra también río Matancilla: 231 . En su confluencia con el río El Tránsito nace el río Huasco.

## Trayecto
El río El Carmen se forma de las corrientes que nacen en la cordillera de los Andes y la cresta transversal de la cordillera de Doña Ana. Las primeras forman el río Potrerillo, que nace en una vegas cerca del paso fronterizo Guanaco Zonzo, y las corrientes de Doña Ana, los ríos Primero, Del Medio, Apolinario, Matancilla y Potrerillo. Este último afluente es el de mayor importancia de los cinco ya mencionados. Antes de fusionarse con el río El Tránsito, le cae un arroyo que viene de Agua Fía y desemboca en Tres Cruces.: 231 
Su hoya está separada de la del río Tránsito por la sierra de Tatul o del Medio. Por el sur, el río drena las laderas orientales de la cordillera de la Punilla.
Al reunirse con el río El Tránsito, ambos dan vida al río Huasco.

## Caudal y régimen
El informe de la Dirección General de Aguas concluye tras el análisis de datos de las estaciones fluviométricas de la hoya del río Del Carmen:: 48 
Es la hoya hidrográfica del río del Carmen, desde su nacimiento en la cordillera de Los Andes hasta su junta con el río del Tránsito, dando origen al río Huasco. Presenta un régimen nival, con sus mayores caudales en diciembre en años húmedos, producto de los deshielos, mientras que en años secos se observan caudales muy bajos a lo largo de todo el año. El período de estiaje ocurre en el trimestre dado por los meses de mayo, junio y julio.

Curvas de variación estacional
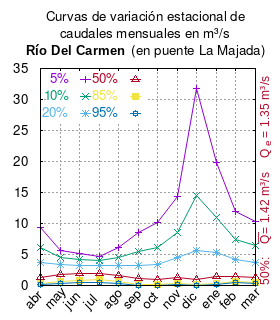
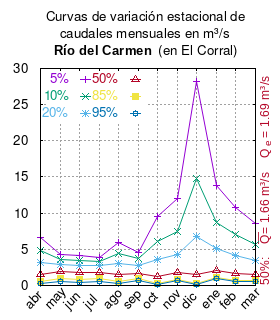

El caudal del río (en un lugar fijo) varía en el tiempo, por lo que existen varias formas de representarlo. Una de ellas son las curvas de variación estacional que, tras largos periodos de mediciones, predicen estadísticamente el caudal mínimo que lleva el río con una probabilidad dada, llamada probabilidad de excedencia. La curva de color rojo ocre (con {\displaystyle {\color {Red}\vartriangle }}) muestra los caudales mensuales con probabilidad de excedencia de un 50%. Esto quiere decir que ese mes se han medido igual cantidad de caudales mayores que caudales menores a esa cantidad. Eso es la mediana (estadística), que se denota Qe, de la serie de caudales de ese mes. La media (estadística) es el promedio matemático de los caudales de ese mes y se denota {\displaystyle {\overline {Q}}}. 
Una vez calculados para cada mes, ambos valores son calculados para todo el año y pueden ser leídos en la columna vertical al lado derecho del diagrama. El significado de la probabilidad de excedencia del 5% es que, estadísticamente, el caudal es mayor solo una vez cada 20 años, el de 10% una vez cada 10 años, el de 20% una vez cada 5 años, el de 85% quince veces cada 16 años y la de 95% diecisiete veces cada 18 años. Dicho de otra forma, el 5% es el caudal de años extremadamente lluviosos, el 95% es el caudal de años extremadamente secos. De la estación de las crecidas puede deducirse si el caudal depende de las lluvias (mayo-julio) o del derretimiento de las nieves (septiembre-enero).

## Historia
Francisco Solano Asta-Buruaga y Cienfuegos escribió en 1899 en su obra póstuma Diccionario Geográfico de la República de Chile sobre el río:
Españoles (Río de los).-—Corriente de agua de poco caudal en el departamento de Vallenar. Tiene origen en varios arroyos de la vertiente norte de la sierra de Doña Ana, en el centro de los Andes, y corre hacia el NO. por entre quebradas alturas á confluir con el riachuelo de los Naturales, formando ambos el río Guasco. En el valle de su cauce se encuentran la aldea de Alto del Carmen ó del Carmen, denominación que también toma el río, la de San Félix, varios viñedos de exquisita uva, plantaciones frutales, &c. El nombre le fué dado de antiguo por contraposición al de Naturales ó de indios, por existir más de éstos en ese río.
Luis Risopatrón lo describe en su Diccionario jeográfico de Chile (1924):: 694 
Carmen (Rio del). Recibe las aguas de la falda W del cordón limitáneo con la Arjentina i corre hacia el NW por entre quebradas alturas, en un cajón mui sinuoso i angosto; los rodados de grandes piedras hacen casi intransitable el sendero entre Matancilla, donde se encuentran potreros abandonados i Potrerillos, que es el comienzo de la rejion cultivada del valle. Se hallan sembríos de alfalfa en sus márjenes, de trecho en trecho, hasta La Plata i después continuadamente hacia abajo, con plantaciones frutales i viñedos de esquisita uva; se junta con el rio de El Tránsito en El Alto del Carmen i forma el rio Guaseo. En su valle vivían muchos españoles hacia fines del siglo XVIII, a quienes se habia concedido lotes de terreno i los naturales se habían retirado al valle de El Tránsito. 66, p. 220; 67, p. 52 i 313; 118, p. 73, 103 i .107; 134; i 156; i de los Españoles en 155, p. 267.